# Bandrélé

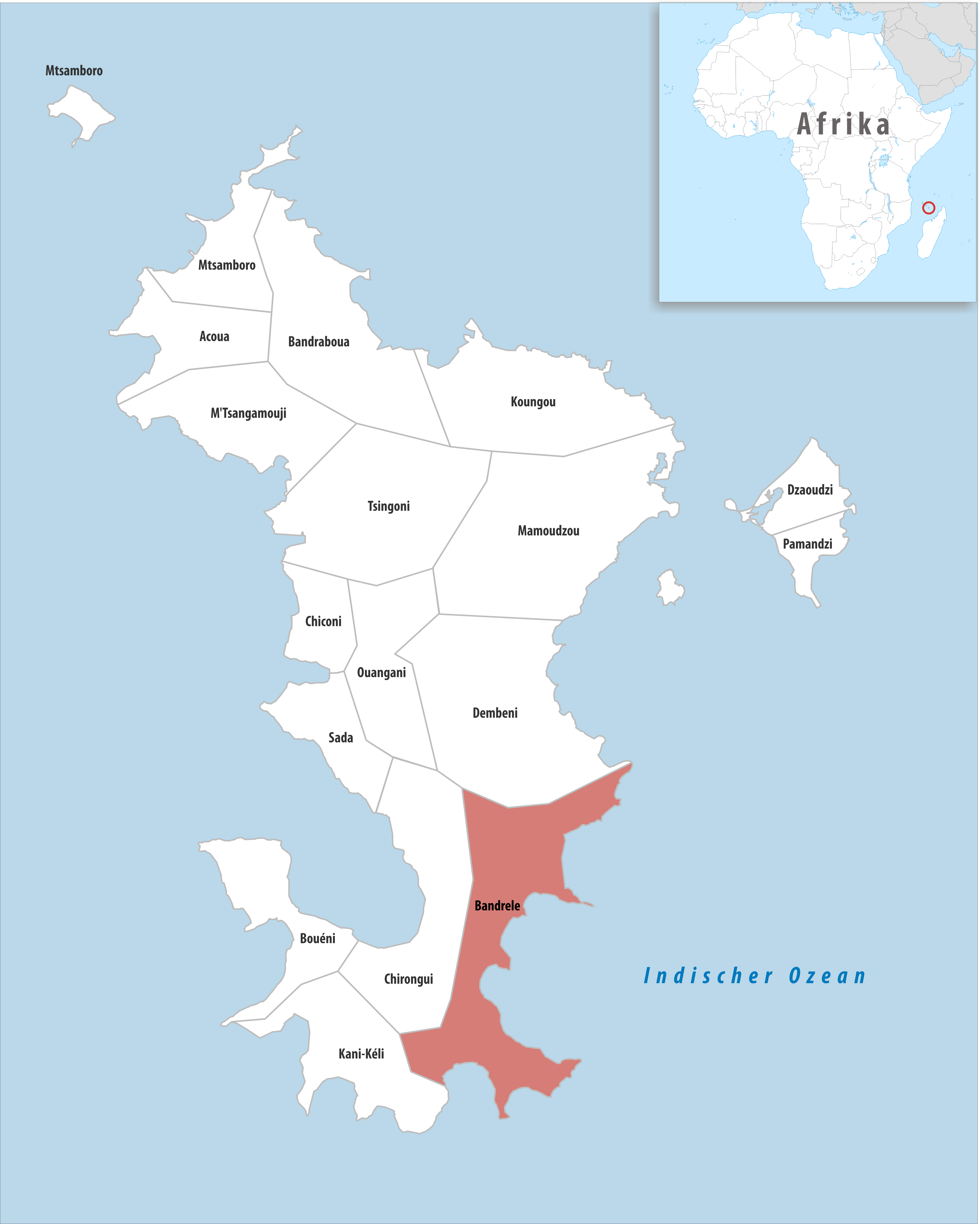
Kommunen Bandrélés läge i Mayotte.

Bandrélé (även: Bandrele) är en kommun i det franska utomeuropeiska departementet Mayotte i Indiska oceanen. År 2017 hade Bandrélé 10 282 invånare.

## Byar
Kommunen Bandrélé delas i följande byar (folkmängd 2007 inom parentes):
- Bandrélé (2 938)
- Hamouro (412)
- Nyambadao (1 040)
- Bambo Est (353)
- M'tsamoudou (1 473)
- Dapani (622)